# Lady of the Pavements
Lady of the Pavements és un pel·lícula dramàtica romàntica muda dirigida per D. W. Griffith el 1929. Els protagonistes foren Lupe Vélez, William Boyd i Jetta Goudal. Griffith va modificar la pel·lícula per incloure un parell de números musicals i així fou una pel·lícula amb una part sonora.

## Argument
Disgustat perquè la seva núvia, Diane (Jetta Goudal), l'ha estat enganyant, impulsa a Karl (William Boyd) a dir-li que preferiria casar-se amb una dona de carrer abans que amb ella. Per recuperar la seva estima, Diane organitza amb Nanoni ("Little One") (Lupe Vélez), una cantant en un bar de mala reputació, per fer-se passar per una noia espanyola que ve d'un convent, per enganyar-lo.

## Repartiment
- Lupe Vélez com a Nanon del Rayon
- William Boyd com a Comte Karl Von Arnim
- Jetta Goudal com a Comtessa Diane des Granges
- Albert Conti com a Baró Finot
- George Fawcett com a Baró Haussmann
- Henry Armetta com a Papa Pierre
- William Bakewell com a Pianista
- Franklin Pangborn com a M'sieu Dubrey, Mestre de Ball

## Preservació
El sistema Vitaphone sound-on-disc va ser emprat per les seqüències de so. Els discos 6 i 8 estan en l'arxiu de la UCLA (UCLA Film and Television Archive). Altres discos sonors d'aquesta pel·lícula van ser donats per Arthur Lennig a la George Eastman House Motion Picture Collection, a Rochester, Nova York.